# Меджилабірці (округ)
Округ Меджилабірці (словац. okres Medzilaborce) — округ (район) Пряшівського краю в північно-східній частині Словаччини з адміністративним центром в місті Меджилабірці. На півночі та північному сході межує з Польщею, на півдні з Гуменським округом, на заході із Стропковським округом. На кордоні з Польщею в селі Полата знаходиться пункт пропуску Полата — Радошиці.
Площа становить 427 км², населення 12 288 чол. (2007).
За історичною географією — Лемківщина, Закарпатська Україна.

## Географія
Розташована Лаборецька Верховина.

## Населення
| Рік:            | 1994.  | 2004.   | 2014.   | 2024.    |
| --------------- | ------ | ------- | ------- | -------- |
| Кількість осіб: | 12 962 | 12 392  | 12 252  | 10 605   |
| Різниця:        |        | -4,39 % | -1,12 % | -13,44 % |

| Рік:            | 2023.  | 2024.   |
| --------------- | ------ | ------- |
| Кількість осіб: | 10 665 | 10 605  |
| Різниця:        |        | -0,56 % |

Станом на 31 грудня 2017 року в окрузі проживало 12 004 особи.
У 2011 році в окрузі проживало 12 450 осіб.
Національний склад населення (за даними останнього перепису населення — 2011 року):
- словаки — 4 772,
- русини — 5 288,
- цигани — 743,
- українці — 314,
- чехи — 49,
- росіяни — 19,
- угорці — 14,
- поляки — 4,
- німці — 2,
- хорвати — 1,
- інші — 17,
- невстановлено — 1 227.

Склад населення за приналежністю до релігії станом на 2011 рік:
- греко-католики — 6 268,
- православні — 3 388,
- римо-католики — 908,
- Свідки Єгови — 131,
- протестанти — 53,
- Аростольська церква — 4,
- методисти — 4,
- братрики — 1,
- гусити — 1,
- реформати — 1,
- інші — 17,
- атеїсти — 333,
- невстановлено — 1 341.

Склад населення за рідною мовою станом на 2011 рік:
- русинська мова — 7 186,
- словацька мова — 2 769,
- циганська мова — 977,
- українська мова — 168,
- чеська мова — 54,
- угорська мова — 16,
- польська мова — 5,
- німецька мова — 1,
- їдиш — 1,
- інші — 21,
- невстановлено — 1 252.

## Україно-русинськагромада

#### Історична Лемківщина
Усі населені пункти на території Меджилабірського округу можна віднести до історичної Лемківщини і жодне із сіл не має римо-католицький костел, крім адміністративного центру Меджилабірців. Етнічна, мовна та водночас релігійна межа проходить на південь від села Берестів-над-Лабірцем. Сусідні села Грабовець-над-Лабірцем та Збудське Довге, які належать до Гуменського округу є за своїм характером словацькі та римокатолицькі.
У минулому існувало ще кілька інших сіл або поселень, але вони або були об'єднані із сусідніми населеними пунктами, або зникли. У половині 19 століття село Стерківці об'єдналося із близьким сусіднім селом Чабалівці. Село Олька виникло у 1944 році об'єднанням Нижньої та Вишньої Ольки, у 1965 році до села приєднане поселення Крива Олька. Село Збійне виникло в 1960 році об'єднанням Нижнього та Вишнього Збійного, Нижнє Збійне називали ще Гуменським Збійним, а Вишнє Збійне Збудським Збійним. Село Чабини виникло у 1964 році об'єднанням Вишніх Чабин та Нижніх Чабин, обидві частини села мають власні залізничні зупинки з відповідними назвами. У тому самому році було село Праврівці приєднане до близького сусіднього села Репеїв, а село Радвань виникло об'єднанням Нижньої Радвані та Вишньої Радвані. Частина Вишній Горбок злилася з Нижньою Радваню ще до 1598 року, тому Нижню Радвань називали також Горбок—Радвань, «Горбешанський Радвань» або Радванський Горбок. Колись самостійні села Видрань та Борів були приєднані до містечка Меджилабірці і становлять його міські частини. Видрань приєднано в 1965 році а Борів у 1972 році. У кадастрі села Габура ще до другої світової війни існувало поселення Хвастеїв, але воно зникло, залишились тільки руїни біля місцевого колгоспу. Складовою частиною Красного Броду є дещо відокремлене поселення Монастир, з власною церквою. Обидві частини села мають залізничні зупинки, частина села Монастир має зупинку з однойменною назвою.